# Awesomenauts
Awesomenauts (с англ. — «Крутонавты») — компьютерная игра в жанре платформера и многопользовательской арены. Изначально игра вышла на консолях PlayStation 3 и Xbox 360 в мае 2012 года. В августе того же года последовал релиз в Steam (для Windows), а позднее — для OS X и Linux. В марте 2014 для PlayStation 4 была выпущена специальная версия — Awesomenauts Assemble, содержащая все дополнения Steam-версии. В сентябре 2019 года компания Ronimo Games объявила о прекращении разработки игры на неопределенный срок.[] Несмотря на это, Awesomenauts оставалась доступной для игры, пока сервера не отключили 15 сентября 2023 года в связи с банкротством Ronimo Games. В октябре 2024 года права на игру были выкуплены американской компанией по производству и продаже видеоигр Atari.

## Игровой процесс

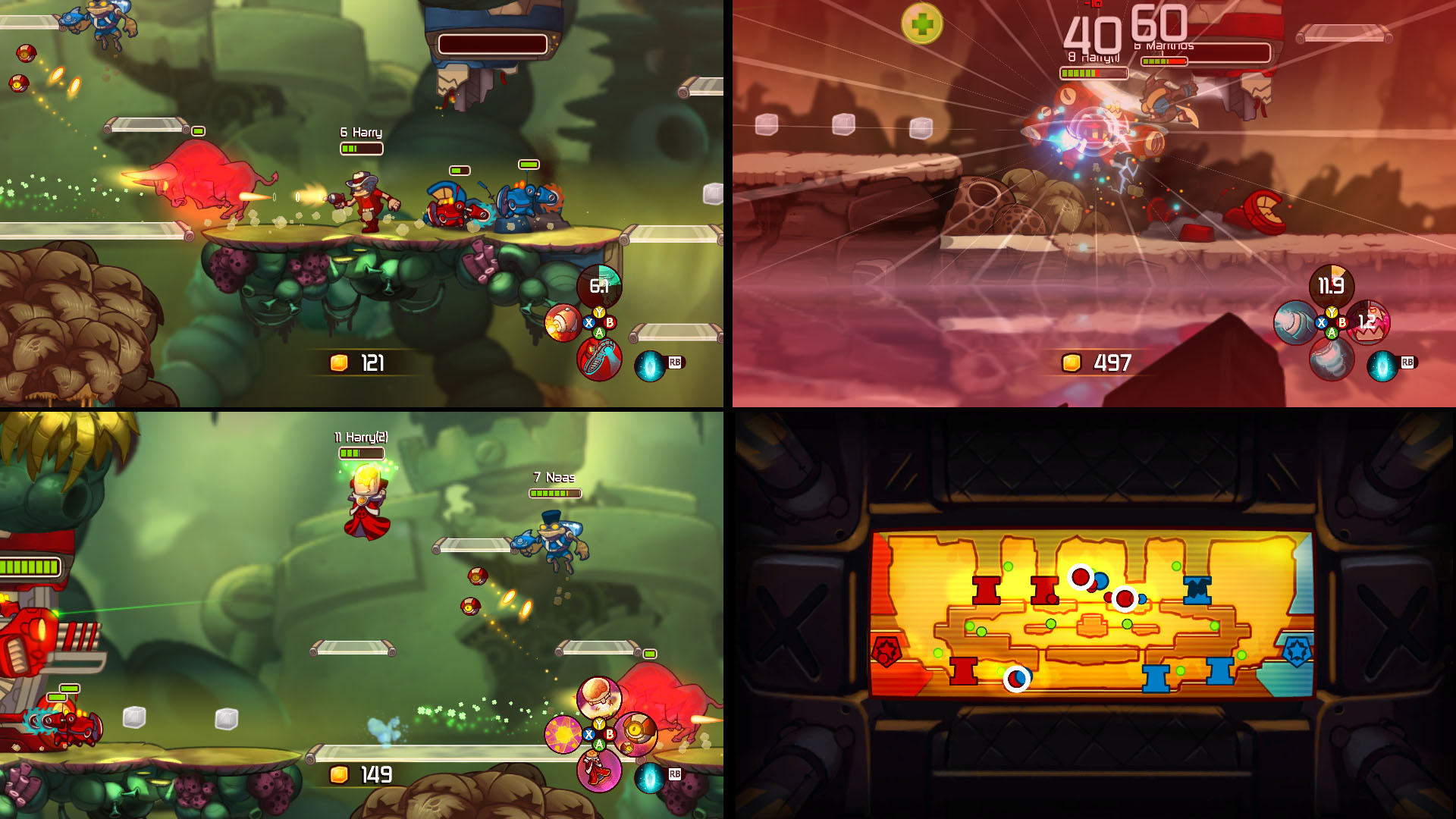
В игре используется разделённый экран (сплит-скрин).

В начале партии игроки (как реальные, так и боты) разделяются на две команды и выбирают по одному из доступных персонажей. Различные персонажи, известные как «навты», обладают различными навыками и умениями. В основном режиме игры задачей обеих команд является уничтожение базы противника. На базах осуществляется периодический выпуск дроидов, которые играют роль пешек и облегчают штурм вражеских турелей, преграждающих путь к базе противника. Прокачка навыков осуществляется за местную валюту (solar), которая накапливается за уничтожение противников, дроидов и турелей. Помимо противников, игрока поджидают и другие препятствия — нейтральные мобы, огромный червь, испепеляющее устройство и т. д. На различных картах располагаются различные препятствия, а также аптечки и существа, при убийстве которых игрок восполняет часть своего здоровья. Расположение турелей и их количество также варьируется от карты к карте. Система подбора игр предусматривает балансировку сил и определённые бонусы в случае, если игрок подключается уже после начала партии (в середине или ближе к концу игры). При отключении игрока до окончания партии он автоматически заменяется ботом.

## Загружаемый контент

### Awesomenauts: Starstorm
В середине 2013 года на Kickstarter была открыта кампания по сбору средств на новое DLC для игры под названием Awesomenauts: Starstorm (рус. Крутонавты: Звёздный шторм). Дополнение должно было включать трёх новых персонажей, режим наблюдателя, систему реплеев, глобальный чат, новую карту, музыку, комментаторов, редактор карт, редактор ИИ и другие нововведения. За пожертвования игрокам выдавались эксклюзивные скины, футболки, «значки» и т. д. Кампания была успешно завершена 18 сентября 2013 года и собрала 345 тысяч долларов из требуемых 125 тысяч. DLC вышло в Steam 13 июня 2014 года включая в себя пока ещё не все, но уже большинство обещанных нововведений. На PS4 дополнение выпущено по частям (за каждого нового персонажа надо платить отдельно). До сих пор продолжается сбор средств на официальном сайте игры, где пожертвование можно произвести через систему PayPal. На момент января 2015 года общая сумма пожертвований для разработки дополнения составила более 500 тысяч долларов США.

### Awesomenauts: Overdrive
Дополнение включает в себя трёх новых персонажей и новую систему подбора матчей, основанную на стабильности соединения, а не на региональной принадлежности, как было ранее.

### Облики и комментаторы
Дополнительно, игрок может докупать облики — косметические изменения для какого-либо персонажа. Комментаторы (также покупаются за отдельную плату) — предварительно записанные разработчиками голоса, которые отмечают действия в игре (напр. убит противник, разрушена турель и т. д.)

## Отзывы
| Сводный рейтинг    | Сводный рейтинг |
| Агрегатор          | Оценка          |
| ------------------ | --------------- |
| GameRankings       | 78,76 %         |
| Metacritic         | 78/100          |
| Иноязычные издания |                 |
| Издание            | Оценка          |
| Edge               | 8,0/10          |
| Eurogamer          | 7,0/10          |
| Game Informer      | 8,5/10          |
| GameSpot           | 8,0/10          |
| IGN                | 7,0/10          |
| PC Gamer (UK)      | 8,0/10          |

Игра заслужила в основном позитивные отзывы критиков и игроков. Ресурс GameSpot дал игре 80 баллов, назвав её глубоким сетевым экшеном в стиле утренних субботних мультиков. Средняя оценка игры на Metacritic составила 78/100.